# Корпорация снов
«Корпорация снов» (англ. Dream Corp, LLC) — американский комедийный сериал, созданный Дэниелом Стессеном для Adult Swim. Премьера состоялась 23 октября 2016 года.

## Сюжет
«Корпорация снов» — группа людей, которые оказывают психологическую помощь клиентам, погружая их в сон. Сны пациентов записываются и анализируются доктором Робертсом и его сотрудниками. Доктор Робертс использует нетрадиционный метод — он погружается в эти сюрреалистические сны, чтобы направить пациента к преодолению проблемы, при этом за ним наблюдают и контролируют его коллеги.

## В ролях
- Джон Гриз — доктор Робертс
- Стефани Аллен — Джои (первый сезон)
- Ахмед Бхаруча — Ахмед
- Марк Прокш — Рэнди Блинк
- Стивен Мерчант — Терри
- Николас Рутерфорд — пациент 88
- Меган Фергюсон — Би (второй сезон)